# Brännholmen (vid Pernå, Lovisa)
Brännholmen är en ö i Finland. Den ligger i Finska viken och i kommunen Lovisa i den ekonomiska regionen  Lovisa i landskapet Nyland, i den södra delen av landet. Ön ligger omkring 68 kilometer öster om Helsingfors.
Öns area är 1,8 hektar och dess största längd är 270 meter i sydöst-nordvästlig riktning. Närmaste större samhälle är Lovisa, 9,0 km öster om Brännholmen.